# Winged Creatures - Il giorno del destino
Winged Creatures - Il giorno del destino (Fragments) è un film del 2008 diretto da Rowan Woods, basato sul romanzo Creature alate di Roy Freirich. Il film è incentrato su un gruppo di superstiti di una strage avvenuta in un fast food.

## Trama
In una tranquilla giornata come tante, uno squilibrato compie una strage all'interno di un fast food, questo evento cambierà inevitabilmente le vite dei pochi sopravvissuti.